# 응우옌푹즈엉

응우옌푹즈엉(베트남어: Nguyễn Phúc Dương / 阮福暘 완복양, ? ~ 1777년 9월 18일(음력 8월 17일))은 대월 후 레 왕조 응우옌 주의 제10대 군주(재위: 1776년 ~ 1777년)이다.

## 생애
응우옌푹즈엉은 태보군공(太保郡公) 응우옌푹하오의 아들이자 응우옌푹코앗의 손자이다. 응우옌푹하오는 현명하고 덕이 있다고 하여 응우옌푹코앗에 의해 세자로 세워졌으나, 1760년에 사망하였다. 응우옌푹즈엉도 응우옌푹하오처럼 현명하고 덕이 있다는 평가를 받았다. 응우옌푹투언이 나이가 어렸고 놀기에 탐닉하자 국부(國傅)인 쯔엉푹로안이 정권을 장악하였고, 사람들은 이를 한스럽게 여겼다.
1771년, 응우옌냑, 응우옌르, 응우옌후에가 반기를 들었다. 그들은 대외적으로 응우옌푹투언과 쯔엉푹로안의 통치를 전복하고 응우옌푹즈엉을 새로운 군주로 세워야 한다고 주장하였고, 이는 많은 백성들의 지지를 얻게 하였다. 단시간에 빈딘성, 꽝응아이성, 빈투언성이 떠이선군의 손에 함락되었다.
1774년, 북쪽 찐 주의 찐섬이 응우옌 주에 대란이 일어난 것을 보고 이를 틈타 간신 쯔엉푹로안을 토벌한다는 명분으로 호앙응우푹(黃五福)을 보내 응우옌 주를 침공했다. 호앙응우푹은 일거에 응우옌 주의 수도 푸쑤언을 점령하였고, 쯔엉푹로안은 사로잡혀 찐 주의 군대에게 압송되었다. 응우옌푹투언은 남쪽으로 달아났다. 응우옌푹투언은 민심을 돌리기 위해 이듬해인 1775년에 응우옌푹즈엉을 동궁(東宮)으로 책립하였다. 이어 응우옌푹투언은 자딘으로 도주하였고, 응우옌푹즈엉을 구저촌(俱低村, 현재 다낭 호아방현에 속함)에 머무르게 하여 찐 주의 군대에 저항하도록 했다. 떠이선군의 지도자 응우옌냑은 응우옌푹즈엉에게 충성을 다할 것을 표명하고 그를 호이안으로 영접하였다.
같은 해, 떠이선군은 금사촌(錦沙村, 현재 호아방현에 속함)에서 찐 주의 군대에게 패배하였다. 응우옌푹투언은 떠이선군과 찐 주 사이에 발생한 충돌을 틈타 떠이선군이 점령한 지역 일부를 수복하였다. 이에 응우옌냑은 호앙응우푹과 화의를 맺고 공동으로 응우옌 주에 대항하였다. 응우옌냑은 자신의 딸 토쑤언(壽春)을 응우옌푹즈엉에게 시집보냈고, 그가 방비를 하지 않은 틈을 타 응우옌후에를 보내 기습하였다. 응우옌 주의 장수 똥푹히엡(宋福洽)은 전투에서 패배하였고, 응우옌푹즈엉은 사로잡혀 응우옌냑에 의해 십탑사(什塔寺)에 연금되었으나 오래지 않아 탈출하였다. 그러자 리따이(李才)가 푸옌(富安)을 근거지로 삼아 떠이선에 반기를 들었고, 응우옌푹즈엉을 자딘으로 영접한 뒤 신정왕(베트남어: Tân Chính Vương / 新政王/親政王 떤찐브엉)으로 세웠으며, 응우옌푹투언은 태상왕(太上王)으로 높였다.
까인흥 38년(1777년) 4월, 응우옌후에가 자딘을 공격하자 리따이가 저항하였으나 패배하였고, 자딘은 함락되었다. 응우옌푹즈엉은 차진(茶津, 현재의 딘뜨엉성에 속함)으로 도주하였고, 장기(掌奇) 똥푹티엠은 그를 파월(巴越, 현재의 빈롱성에 속함)로 영접하였다. 이어 응우옌푹즈엉은 똥푹흐우(宋福祐)를 파견하여 미롱(美籠)을 지키게 하였고, 똥푹티엠은 향퇴(香堆)를 지키게 하였고, 똥푹호아(宋福和)는 군사를 이끌고 파월에서 떠이선군을 막도록 했다. 8월, 응우옌후에가 향퇴를 공격하자 똥푹티엠은 막아낼 수 없어 파월로 도주하였다. 응우옌후에가 이어서 파월을 공격하러 오자 응우옌푹즈엉은 대신들과 상의하여 빈투언(平順)으로 달아나 쩌우반띠엡과 합쳤으나, 얼마 안가 장군들이 모두 도주하였다. 장기(掌奇) 똥푹호아는 "군주가 근심하면 신하가 죽는 것은 의(義)로 보아 피할 수 없는 일이다."라고 말하고 자살하였다. 응우옌푹즈엉은 응우옌후에가 파월을 공격한 뒤 군민들을 도륙할 것이 두려워서 병사를 보내 항복하기로 약속하였고, 군민들의 생명을 보전해 줄 것을 요구하였다. 응우옌후에는 그의 조건에 응하였고, 응우옌푹즈엉은 떠이선군에게 투항하였다.
같은 해 음력 8월 17일 경술일(9월 18일), 응우옌푹즈엉 및 그를 따라온 관원 18명은 모두 해를 입고 죽임을 당했다.
쭝흥 초에 응우옌푹아인이 그를 효혜왕(베트남어: Hiếu Huệ Vương / 孝惠王)으로 추시하였다.
자롱 3년(1804년), 시호를 고쳐 공민영단현묵위문목왕(베트남어: Cung Mẫn Anh Đoán Huyền Mặc Vĩ Văn Mục Vương / 恭敏英斷玄默偉文穆王)으로 하였다.
자롱 8년(1809년)，응우옌 왕조에서 응우옌푹즈엉의 유해를 찾아내어 향차현(香茶縣) 용호사(龍湖社)에 그의 산분(山墳)을 건조하였고, 그의 부친과 선목이왕사(宣穆二王祠)에 합사하였다.